# Bonnétable
Bonnétable település Franciaországban, Sarthe megyében. Lakosainak száma 3721 fő (2022. január 1.). Bonnétable Rouperroux-le-Coquet, Prévelles, Terrehault, Torcé-en-Vallée, Briosne-lès-Sables, Nogent-le-Bernard, Saint-Célerin, Saint-Denis-des-Coudrais és Saint-Georges-du-Rosay községekkel határos.

## Népesség
A település népességének változása:
| Lakosok száma | 3915 | 3874 | 3926 | 3856 | 3834 | 3791 | 3749 | 3735 | 3721 |
|               | 2013 | 2015 | 2016 | 2017 | 2018 | 2019 | 2020 | 2021 | 2022 |